# Iszthmoszi játékok
Az iszthmoszi játékok az ókori Görögországban a pánhellén játékok egyike volt, amit Korinthosz mellett tartottak, minden második évben.
Az iszthmoszi játékokat a nemeai játékokkal egy évben az olümpiai játékok előtti és utáni évben tartották – azaz az olümpiai ciklus második és negyedik évében –, április–május fordulóján Poszeidón és Melikertész tiszteletére. A Melikertész-vonal föníciai hagyományokra utal, akiknél Melkart jelentős istenség volt. Talán föníciai kereskedők alapították a játékokat Melkart tiszteletére, amiből a görög hagyomány Melikertészt kreált. Mivel isteni jellemzője ezzel megszűnt, Melkart helyére Poszeidón került.
A környékbeliek szerint i. e. 580-ban szervezték újjá Küpszelosz korinthoszi türannosz utódai. Az athéniak szerint a játékokat Thészeusz alapította, a korinthosziak szerint Sziszüphosz. A versenyek léteztek már az i. e. 7. században is helyi jellegű rendezvényként, de valamikor az i. e. 570-es évekbeni újjáalakítása során összgörög jelentőséget kapott és felvették a pánhellén játékok körforgásába.
A játékok győztesei eredetileg zellerlevélből font koszorút kaptak, majd a római korban a mandulafenyő örökzöld gallyaiból összeállított diadémet kaptak jutalmul. Ez utóbbi Poszeidón tiszteletét mutatja.
Titus Quinctius Flamininus az i. e. 196-os játékokat használta fel arra, hogy kihirdesse a görög államok szabadságát a makedón uralom alól. Amikor a rómaiak lerombolták Korinthoszt i. e. 146-ban, akkor Sziküón vette át a játékok szervezését, egész addig, amíg Korinthosz vissza nem szerezte a játékok tulajdonjogát valamikor i. e. 7 és i. sz. 3 között. Az iszthmoszi játékok ezután virágoztak egészen addig, amíg I. Theodosius be nem tiltotta őket, mint pogány rítusokat.

## Fordítás
- Ez a szócikk részben vagy egészben  az   Isthmian Games című angol Wikipédia-szócikk fordításán alapul.  Az eredeti cikk szerkesztőit annak laptörténete sorolja fel. Ez a jelzés csupán a megfogalmazás eredetét és a szerzői jogokat jelzi, nem szolgál a cikkben szereplő információk forrásmegjelöléseként.